# Росто (Салерно)
Росто је насеље у Италији у округу Салерно, региону Кампанија.
Према процени из 2011. у насељу је живело 24 становника. Насеље се налази на надморској висини од 22 м.